# Dulcício (procônsul)
Dulcício (em latim: Dulcitius) foi um oficial bizantino do século VI, provavelmente ativo no reinado do imperador Justiniano (r. 527–565) ou Justino II (r. 565–578). Sabe-se que exerceu o ofício de procônsul, porém há dúvidas se exerceu ofício na Ásia ou Acaia. Sua morte foi celebrada no versos de um poeta anônimo que provavelmente foram incorporados no ciclo de Agátias.